# Mariahütte
Mariahütte ist ein Ortsteil von Braunshausen, Gemeinde Nonnweiler, im Kreis St. Wendel im Saarland.

## Geschichte

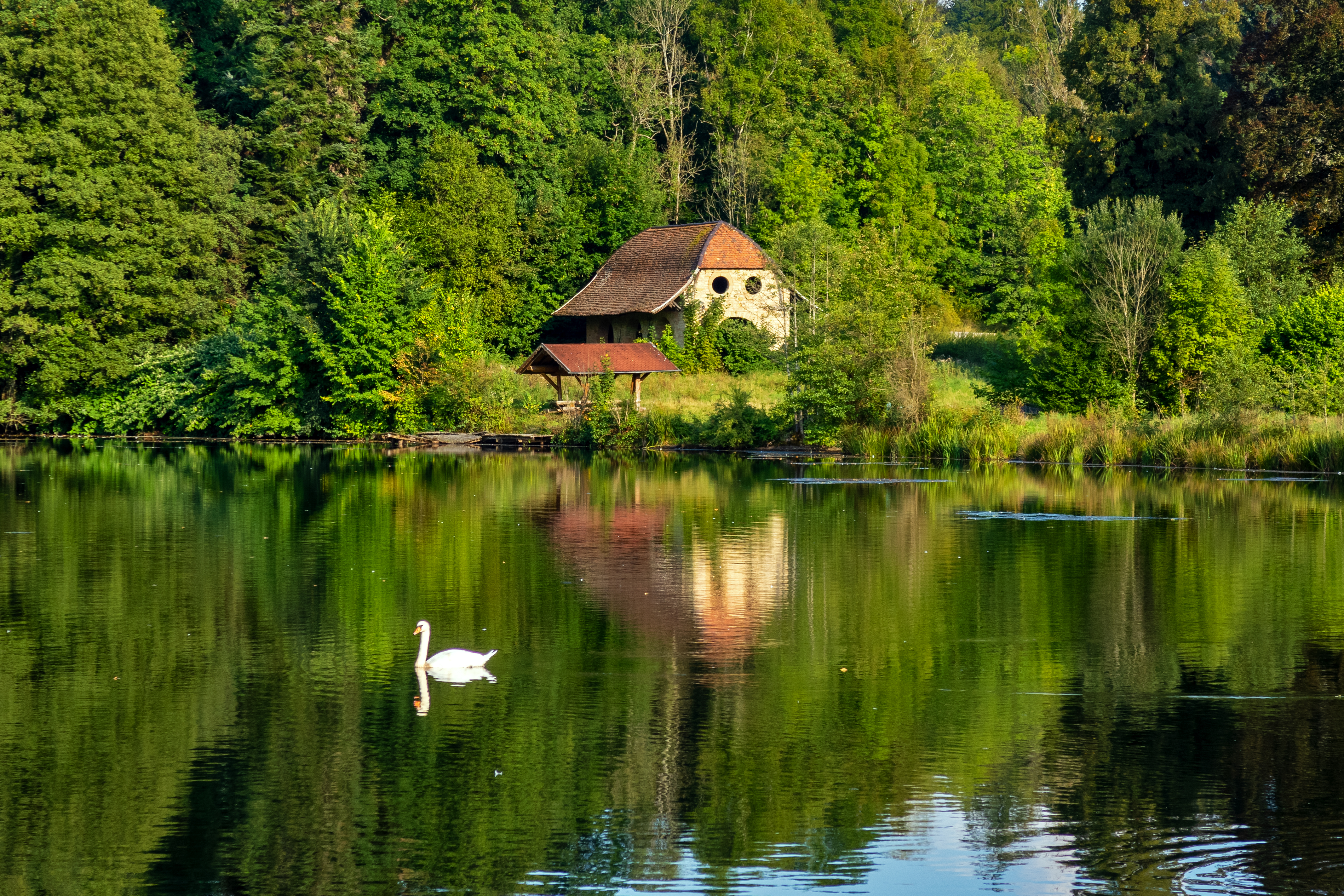
Eulensee bei Mariahütte mit Remise ("Eulenhaus") des Hofguts.

Die Geschichte des Ortes ist untrennbar mit der Eisenverhüttung im Hochwald verbunden. Bereits im vorindustriellen Zeitalter entstanden mehrere Eisenhämmer in der Region (Kastel, Nonnweiler, Hubertushütte in Bierfeld). Günstige Voraussetzungen waren das Vorkommen von Eisenerz in Verbindung mit der Gewinnung der Holzkohle und der Nutzung von Wasserkraft. Das Hammerwerk in Mariahütte wurde um 1580 als „Eberswalder Hammer“ gegründet. Der Name Mariahütte taucht erst zu Beginn des 18. Jahrhunderts auf. Der im Volksmund genutzte Name Buss, ist auf eine Wüstung (eingegangene Siedlung) zurückzuführen, die im heutigen Gebiet des Werkes lag. Erwähnt wurde sie 1225 als Buzzhen (Bus, Buss, Bous). Arbeiter diesen Werkes werden "Busser" genannt. Mitte des 19. Jahrhunderts, als sich moderne Produktionsformen an günstigeren Industriestandorten durchsetzten (Dillinger, Völklinger, Burbacher, Halberger und Neunkircher Hütte), wurde die Eisenverhüttung aufgegeben und auf Gießereibetrieb umgestellt. Heute gehört das Werk zum Rüstungsunternehmen Diehl Defence.

## Sehenswürdigkeiten

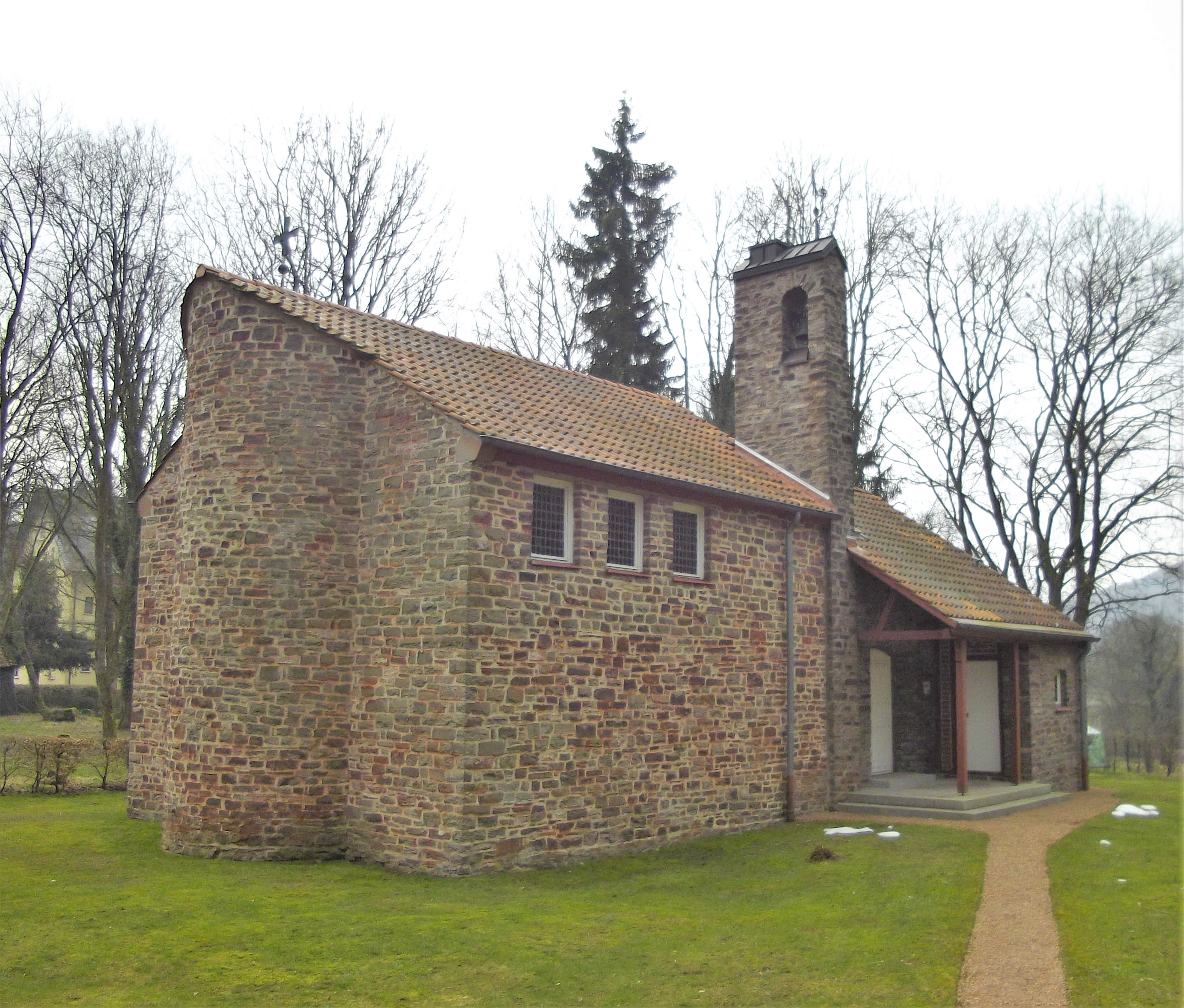
Evangelische Kirche

Siehe auch: Liste der Baudenkmäler in Nonnweiler
- Industrie-Kultur-Ensemble Mariahütte – 18. bis frühes 20. Jahrhundert – mit Fabrikhalle (Anfang des 19. Jahrhunderts), Herrenhaus (1764) und Villa (1902).
- Remise aus dem 18. Jahrhundert (Kutschenschuppen), im Volksmund dort "Eulenhaus" genannt
- Kapelle Mariä Unbefleckte Empfängnis, erbaut 1836 über ovalem Grundriss, spätklassizistisch, mit Pilaster- und Blendarkadengliederung und geschweifter Haube mit Laterne. Vor der Kapelle ein gusseiserner Brunnen aus der Erbauungszeit.
- Evangelische Kirche, Natursteinbau, erbaut 1956 nach Plänen von Baurat Heinrich Otto Vogel.